# Jean Taubenhaus
Jean Taubenhaus est un joueur d'échecs français d'origine polonaise né le 24 novembre 1849 à Varsovie et mort le 14 septembre 1919 à Paris.

## Biographie et carrière
Installé à Paris en 1883, Taubenhaus vécut comme professeur et joueur professionnel d'échecs.
En 1886, il finit troisième du premier congrès de la fédération britannique disputé à Londres, ex æquo avec Isidor Gunsberg avec 8 points sur 12 (tournoi remporté par Joseph Blackburne et Burn). En 1888, il termina huitième du quatrième congrès britannique disputé à Bradford (victoire de Gunsberg devant Mackenzie). En 1890, il finit dixième du sixième congrès britannique à Manchester.
En 1889,  lorsque l'automate Mephisto (exposé habituellement à Londres) fut montré à Paris, ce fut Taubenhaus qui l'opéra (depuis une autre pièce).
À Paris, il termina deuxième du tournoi du café de la régence, remporté par Alphonse Goetz en 1890 et fit match nul avec Stanislaus Sittenfeld en 1891 (2,5 à 2,5). En 1902, il termina deuxième de deux tournois disputés à Paris, derrière Janowski. Il remporta le tournoi de la régence en 1905 devant Jacques Gromer.
Il perdit des matchs contre Siegbert Tarrasch à Nuremberg en 1891 (1,5 à 6,5) et en 1892 (0 à 3), puis contre Mieses en 1895 à Glasgow (2 à 3).
En 1893, Taubenhaus joua à New York (il finit huitième du tournoi remporté par Emanuel Lasker), puis s'installa pendant deux ans à Buenos Aires et battit le joueur cubain Vasquez dans un match à La Havane en 1894-1895 (7 à 3).
En match, après 1900,  Taubenhaus battit Adolf Albin à Paris en 1901 (3,5 à 0,5) et perdit contre David Janowski à Paris en 1903 (4,5 à 5,5) et en 1905 (2,5 à 3,5) et contre Teichmann en 1911 (0 à 2).
Les résultats de Taubenhaus en tournoi étaient médiocres. Son dernier tournoi fut le championnat pan-russe de 1914 remporté par Alekhine et Nimzowitch à Saint-Pétersbourg où Taubenhaus termina quatorzième.

## Ouvrage
En 1910, Jean Taubenhaus publia le Traité du jeu des échecs (Payot).